# Paolo Scirpa
Paolo Scirpa (Siracusa, 5 luglio 1934 – Thiene, 29 luglio 2025) è stato un artista italiano.

## Biografia
Nato a Siracusa, compie fin da giovane studi artistici nella città siciliana prima e in alcune città europee poi, nella seconda metà degli anni sessanta si trasferisce a Milano, dove ottenne la cattedra di pittura all'Accademia di belle arti di Brera. Negli anni settanta inizia a sperimentare lavori in cui la luce e lo spazio diventano i protagonisti, è in questo periodo che realizza la serie Ludoscopi in cui attraverso degli specchi le luci prendono forme tridimensionali. In questi anni compone alcune opere per denunciare il consumismo usando confezioni non più in uso unite fra di loro, l'uso delle luci e degli specchi sono un tratto caratteristico dell'arte di Scirpa.
A metà anni sessanta partecipa alla IX Quadriennale di Roma per poi ritornarci alla fine degli anni novanta nella XIII edizione, espone in molte gallerie e ambienti privati sia in Italia sia all'estero e diverse sue opere sono esposte in musei come il Museo del Novecento, il Museum Ritter e il Musée des Beaux Arts.

## Opere
Ha realizzato opere per spazi pubblici, privati e chiese fra cui un mosaico nel 1964 alla Cappella del Centro Mariapoli Internazionale di Rocca di Papa raffigurante Maria Madre della Chiesa, un paio d'anni più tardi realizzò il Sole di San Bernardino esposta inizialmente fuori dal Duomo di Siracusa e dal 1990 in esposizione permanente all'esterno della chiesa parrocchiale Madonna del Divin Pianto in Cernusco sul Naviglio per la quale compose anche la Via Crucis, la pala d'altare e le vetrate.